# Vejlby Ringvej
 Vejlby Ringvej  ofte benævnt O2 er en firesporet ringvej, der går igennem det nordlige Aarhus. 
Vejen er en del af Ring 2 der går fra Grenåvej til Oddervej, og er med til at lede den tunge trafik nord /syd om midtbyen.
Vejen forbinder Grenåvej i nord med Hasle Ringvej i syd, og har forbindelse til Randersvej, Viborgvej og Silkeborgvej.